# Mistrzowie Anglii w piłce nożnej
Mistrzowie Anglii w piłce nożnej – męska drużyna klubowa, która zwyciężyła w rozgrywkach najwyższego szczebla ligowego w angielskim futbolu (w latach 1889–1892 była nią Football League, w latach 1893–1992 – Football League First Division, a od 1993 – Premier League).
Pogrubiono zespoły, które w danym sezonie zdobyły dublet (the double), czyli mistrzostwo i Puchar Anglii.

## Football League (1889–1892)
| Sezon   | Mistrz (który tytuł)  | Wicemistrz        | 3. miejsce              | Król strzelców                    |
| ------- | --------------------- | ----------------- | ----------------------- | --------------------------------- |
| 1888-89 | Preston North End (1) | Aston Villa       | Wolverhampton Wanderers | John Goodall (Preston) (21)       |
| 1889-90 | Preston North End (2) | Everton           | Blackburn Rovers        | Jimmy Ross (Preston) (21)         |
| 1890-91 | Everton (1)           | Preston North End | Notts County            | Jack Southworth (Blackburn) (26)  |
| 1891-92 | Sunderland (1)        | Preston North End | Bolton Wanderers        | Johnny Campbell (Sunderland) (32) |

## Football League First Division (1893–1992)
| Sezon     | Mistrz (który tytuł)                        | Wicemistrz                                  | 3. miejsce                                  | Król strzelców                                                                   |
| --------- | ------------------------------------------- | ------------------------------------------- | ------------------------------------------- | -------------------------------------------------------------------------------- |
| 1892-93   | Sunderland (2)                              | Preston North End                           | Everton                                     | Johnny Campbell (Sunderland) (31)                                                |
| 1893-94   | Aston Villa (1)                             | Sunderland                                  | Derby County                                | Jack Southworth (Everton) (27)                                                   |
| 1894-95   | Sunderland (3)                              | Everton                                     | Aston Villa                                 | Johnny Campbell (Sunderland) (22)                                                |
| 1895-96   | Aston Villa (2)                             | Derby County                                | Everton                                     | Johnny Campbell (Aston Villa), Steve Bloomer (Derby) (20)                        |
| 1896-97   | Aston Villa (3)                             | Sheffield United                            | Sheffield Wednesday                         | Steve Bloomer (Derby) (22)                                                       |
| 1897-98   | Sheffield United (1)                        | Sunderland                                  | Wolverhampton Wanderers                     | George Wheldon (Aston Villa) (21)                                                |
| 1898-99   | Aston Villa (4)                             | Liverpool                                   | Burnley                                     | Steve Bloomer (Derby) (23)                                                       |
| 1899/1900 | Aston Villa (5)                             | Sheffield United                            | Sunderland                                  | Billy Garraty (Aston Villa) (27)                                                 |
| 1900-01   | Liverpool (1)                               | Sunderland                                  | Notts County                                | Steve Bloomer (Derby) (23)                                                       |
| 1901-02   | Sunderland (4)                              | Everton                                     | Newcastle United                            | Jimmy Settle (Everton) (18)                                                      |
| 1902-03   | Sheffield Wednesday (1)                     | Aston Villa                                 | Sunderland                                  | Sam Raybould (Liverpool) (31)                                                    |
| 1903-04   | Sheffield Wednesday (2)                     | Manchester City                             | Everton                                     | Steve Bloomer (Derby) (20)                                                       |
| 1904-05   | Newcastle United (1)                        | Everton                                     | Manchester City                             | Arthur Brown (Sheff. Utd.) (22)                                                  |
| 1905-06   | Liverpool (2)                               | Preston North End                           | Sheffield Wednesday                         | Walter White (Bolton) (26)                                                       |
| 1906-07   | Newcastle United (2)                        | Bristol City                                | Everton                                     | Alf Young (Everton) (28)                                                         |
| 1907-08   | Manchester United (1)                       | Aston Villa                                 | Manchester City                             | Enoch West (Nottm. Forest) (27)                                                  |
| 1908-09   | Newcastle United (3)                        | Everton                                     | Sunderland                                  | Bert Freeman (Everton) (38)                                                      |
| 1909-10   | Aston Villa (6)                             | Liverpool                                   | Blackburn Rovers                            | Jack Parkinson (Liverpool) (30)                                                  |
| 1910-11   | Manchester United (2)                       | Aston Villa                                 | Sunderland                                  | Albert Shepherd (Newcastle) (25)                                                 |
| 1911-12   | Blackburn Rovers (1)                        | Everton                                     | Newcastle United                            | H. Hampton (Aston Villa), G. Holley (Sunderland), D. McLean (The Wednesday) (25) |
| 1912-13   | Sunderland (5)                              | Aston Villa                                 | Sheffield Wednesday                         | David McLean (The Wednesday) (30)                                                |
| 1913-14   | Blackburn Rovers (2)                        | Aston Villa                                 | Middlesbrough                               | George Elliot (Middlesbrough) (32)                                               |
| 1914-15   | Everton (2)                                 | Oldham Athletic                             | Blackburn Rovers                            | Bobby Parker (Everton) (35)                                                      |
| 1916-19   | Nie rozgrywano z powodu I wojny światowej.  | Nie rozgrywano z powodu I wojny światowej.  | Nie rozgrywano z powodu I wojny światowej.  |                                                                                  |
| 1919-20   | West Bromwich Albion (1)                    | Burnley                                     | Chelsea                                     | Fred Morris (West Bromwich Albion) (37)                                          |
| 1920-21   | Burnley (1)                                 | Manchester City                             | Bolton Wanderers                            | Joe Smith (Bolton) (38)                                                          |
| 1921-22   | Liverpool (3)                               | Tottenham Hotspur                           | Burnley                                     | Andy Wilson (Middlebrough) (31)                                                  |
| 1922-23   | Liverpool (4)                               | Sunderland                                  | Huddersfield Town                           | Charlie Buchan (Sunderland) (30)                                                 |
| 1923-24   | Huddersfield Town (1)                       | Cardiff City                                | Sunderland                                  | Wilf Chadwick (Everton) (28)                                                     |
| 1924-25   | Huddersfield Town (2)                       | West Bromwich Albion                        | Bolton Wanderers                            | Frank Roberts (Manchester City) (31)                                             |
| 1925-26   | Huddersfield Town (3)                       | Arsenal                                     | Sunderland                                  | Ted Harper (Blackburn) (43)                                                      |
| 1926-27   | Newcastle United (4)                        | Huddersfield Town                           | Sunderland                                  | Jimmy Trotter (The Wednesday) (37)                                               |
| 1927-28   | Everton (3)                                 | Huddersfield Town                           | Leicester City                              | Dixie Dean (Everton) (60)                                                        |
| 1928-29   | Sheffield Wednesday (3)                     | Leicester City                              | Aston Villa                                 | Dave Halliday (Sunderland) (43)                                                  |
| 1929-30   | Sheffield Wednesday (4)                     | Derby County                                | Manchester City                             | Vic Watson (West Ham) (41)                                                       |
| 1930-31   | Arsenal (1)                                 | Aston Villa                                 | Sheffield Wednesday                         | Tom 'Pongo' Waring (Aston Villa) (49)                                            |
| 1931-32   | Everton (4)                                 | Arsenal                                     | Sheffield Wednesday                         | Dixie Dean (Everton) (44)                                                        |
| 1932-33   | Arsenal (2)                                 | Aston Villa                                 | Sheffield Wednesday                         | Jack Bowers (Derby) (35)                                                         |
| 1933-34   | Arsenal (3)                                 | Huddersfield Town                           | Tottenham Hotspur                           | Jack Bowers (Derby) (34)                                                         |
| 1934-35   | Arsenal (4)                                 | Sunderland                                  | Sheffield Wednesday                         | Ted Drake (Arsenal) (42)                                                         |
| 1935-36   | Sunderland (6)                              | Derby County                                | Huddersfield Town                           | P. Glover (Grimsby), R. Carter (Sunderland), B. Gurney (Sunderland) (31)         |
| 1936-37   | Manchester City (1)                         | Charlton Athletic                           | Arsenal                                     | Freddie Steel (Stoke) (33)                                                       |
| 1937-38   | Arsenal (5)                                 | Wolverhampton Wanderers                     | Preston North End                           | Tommy Lawton (Everton) (38)                                                      |
| 1938-39   | Everton (5)                                 | Wolverhampton Wanderers                     | Charlton Athletic                           | Tommy Lawton (Everton) (35)                                                      |
| 1940-46   | Nie rozgrywano z powodu II wojny światowej. | Nie rozgrywano z powodu II wojny światowej. | Nie rozgrywano z powodu II wojny światowej. |                                                                                  |
| 1946-47   | Liverpool (5)                               | Manchester United                           | Wolverhampton Wanderers                     | Dennis Westcott (Wolves) (37)                                                    |
| 1947-48   | Arsenal (6)                                 | Manchester United                           | Burnley                                     | Ronnie Rooke (Arsenal) (33)                                                      |
| 1948-49   | Portsmouth (1)                              | Manchester United                           | Derby County                                | Willie Moir (Bolton) (25)                                                        |
| 1949-50   | Portsmouth (2)                              | Wolverhampton Wanderers                     | Sunderland                                  | Dickie Davis (Sunderland) (25)                                                   |
| 1950-51   | Tottenham Hotspur (1)                       | Manchester United                           | Blackburn Rovers                            | Stan Mortensen (Blackpool) (30)                                                  |
| 1951-52   | Manchester United (3)                       | Tottenham Hotspur                           | Arsenal                                     | George Robledo (Newcastle) (33)                                                  |
| 1952-53   | Arsenal (7)                                 | Preston North End                           | Wolverhampton Wanderers                     | Charlie Wayman (Preston) (24)                                                    |
| 1953-54   | Wolverhampton Wanderers (1)                 | West Bromwich Albion                        | Huddersfield Town                           | Jimmy Glazzard (Huddersfield) (29)                                               |
| 1954-55   | Chelsea (1)                                 | Wolverhampton Wanderers                     | Portsmouth                                  | Ronnie Allen (West Bromwich Albion) (27)                                         |
| 1955-56   | Manchester United (4)                       | Blackpool                                   | Wolverhampton Wanderers                     | Nat Lofthouse (Bolton) (33)                                                      |
| 1956-57   | Manchester United (5)                       | Tottenham Hotspur                           | Preston North End                           | John Charles (Leeds) (38)                                                        |
| 1957-58   | Wolverhampton Wanderers (2)                 | Preston North End                           | Tottenham Hotspur                           | Bobby Smith (Tottenham) (36)                                                     |
| 1958-59   | Wolverhampton Wanderers (3)                 | Manchester United                           | Arsenal                                     | Jimmy Greaves (Chelsea) (33)                                                     |
| 1959-60   | Burnley (2)                                 | Wolverhampton Wanderers                     | Tottenham Hotspur                           | Dennis Viollet (Man. Utd.) (32)                                                  |
| 1960-61   | Tottenham Hotspur (2)                       | Sheffield Wednesday                         | Wolverhampton Wanderers                     | Jimmy Greaves (Chelsea) (41)                                                     |
| 1961-62   | Ipswich Town (1)                            | Burnley                                     | Tottenham Hotspur                           | Ray Crawford (Ipswich), Derek Kevan (West Bromwich Albion) (33)                  |
| 1962-63   | Everton (6)                                 | Tottenham Hotspur                           | Burnley                                     | Jimmy Greaves (Tottenham) (37)                                                   |
| 1963-64   | Liverpool (6)                               | Manchester United                           | Everton                                     | Jimmy Greaves (Tottenham) (35)                                                   |
| 1964-65   | Manchester United (6)                       | Leeds United                                | Chelsea                                     | Andy McEvoy (Blackburn), Jimmy Greaves (Tottenham) (29)                          |
| 1965-66   | Liverpool (7)                               | Leeds United                                | Burnley                                     | Willie Irvine (Burnley) (29)                                                     |
| 1966-67   | Manchester United (7)                       | Nottingham Forest                           | Tottenham Hotspur                           | Ron Davies (Southampton) (37)                                                    |
| 1967-68   | Manchester City (2)                         | Manchester United                           | Liverpool                                   | George Best (Man. Utd.), Ron Davies (Southampton) (28)                           |
| 1968-69   | Leeds United (1)                            | Liverpool                                   | Everton                                     | Jimmy Greaves (Tottenham) (27)                                                   |
| 1969-70   | Everton (7)                                 | Leeds United                                | Chelsea                                     | Jeff Astle (West Bromwich Albion) (25)                                           |
| 1970-71   | Arsenal (8)                                 | Leeds United                                | Tottenham Hotspur                           | Tony Brown (West Bromwich Albion) (28)                                           |
| 1971-72   | Derby County (1)                            | Leeds United                                | Liverpool                                   | Francis Lee (Manchester City) (33)                                               |
| 1972-73   | Liverpool (8)                               | Arsenal                                     | Leeds United                                | Bryan "Pop" Robson (West Ham) (28)                                               |
| 1973-74   | Leeds United (2)                            | Liverpool                                   | Derby County                                | Mick Channon (Southampton) (21)                                                  |
| 1974-75   | Derby County (2)                            | Liverpool                                   | Ipswich Town                                | Malcolm Macdonald (Newcastle) (21)                                               |
| 1975–76   | Liverpool (9)                               | Queens Park Rangers                         | Manchester United                           | Ted MacDougall (Norwich) (23)                                                    |
| 1976-77   | Liverpool (10)                              | Manchester City                             | Ipswich Town                                | Malcolm Macdonald (Arsenal), Andy Gray (Aston Villa) (25)                        |
| 1977-78   | Nottingham Forest (1)                       | Liverpool                                   | Everton                                     | Bob Latchford (Everton) (30)                                                     |
| 1978-79   | Liverpool (11)                              | Nottingham Forest                           | West Bromwich Albion                        | Frank Worthington (Bolton) (24)                                                  |
| 1979-80   | Liverpool (12)                              | Manchester United                           | Ipswich Town                                | Phil Boyer (Southampton) (23)                                                    |
| 1980-81   | Aston Villa (7)                             | Ipswich Town                                | Arsenal                                     | Peter Withe (Aston Villa), Steve Archibald (Tottenham) (20)                      |
| 1981-82   | Liverpool (13)                              | Ipswich Town                                | Manchester United                           | Kevin Keegan (Southampton) (26)                                                  |
| 1982-83   | Liverpool (14)                              | Watford                                     | Manchester United                           | Luther Blissett (Watford) (27)                                                   |
| 1983-84   | Liverpool (15)                              | Southampton                                 | Nottingham Forest                           | Ian Rush (Liverpool) (32)                                                        |
| 1984-85   | Everton (8)                                 | Liverpool                                   | Tottenham Hotspur                           | Kerry Dixon (Chelsea), Gary Lineker (Leicester) (24)                             |
| 1985-86   | Liverpool (16)                              | Everton                                     | West Ham United                             | Gary Lineker (Everton) (30)                                                      |
| 1986-87   | Everton (9)                                 | Liverpool                                   | Tottenham Hotspur                           | Clive Allen (Tottenham) (33)                                                     |
| 1987-88   | Liverpool (17)                              | Manchester United                           | Nottingham Forest                           | John Aldridge (Liverpool) (26)                                                   |
| 1988-89   | Arsenal (9)                                 | Liverpool                                   | Nottingham Forest                           | Alan Smith (Arsenal) (23)                                                        |
| 1989-90   | Liverpool (18)                              | Aston Villa                                 | Tottenham Hotspur                           | Gary Lineker (Tottenham) (24)                                                    |
| 1990-91   | Arsenal (10)                                | Liverpool                                   | Crystal Palace                              | Alan Smith (Arsenal) (22)                                                        |
| 1991-92   | Leeds United (3)                            | Manchester United                           | Sheffield Wednesday                         | Ian Wright (Crystal Palace/Arsenal) (29)                                         |

## Premier League (od 1993)
| Sezon     | Mistrz (który tytuł)   | Wicemistrz        | 3. miejsce        | Król strzelców                                                                  |
| --------- | ---------------------- | ----------------- | ----------------- | ------------------------------------------------------------------------------- |
| 1992/93   | Manchester United (8)  | Aston Villa       | Norwich City      | Teddy Sheringham (Tottenham) (22)                                               |
| 1993/94   | Manchester United (9)  | Blackburn Rovers  | Newcastle United  | Andy Cole (Newcastle) (34)                                                      |
| 1994/95   | Blackburn Rovers (3)   | Manchester United | Nottingham Forest | Alan Shearer (Blackburn) (34)                                                   |
| 1995/96   | Manchester United (10) | Newcastle United  | Liverpool         | Alan Shearer (Blackburn) (31)                                                   |
| 1996/97   | Manchester United (11) | Newcastle United  | Arsenal           | Alan Shearer (Newcastle) (25)                                                   |
| 1997/98   | Arsenal (11)           | Manchester United | Liverpool         | C. Sutton (Blackburn), D. Dublin (Coventry), M. Owen (Liverpool) (18)           |
| 1998/99   | Manchester United (12) | Arsenal           | Chelsea           | J.F. Hasselbaink (Leeds), M. Owen (Liverpool), D. Yorke (Manchester Utd.) (18)  |
| 1999/2000 | Manchester United (13) | Arsenal           | Leeds United      | Kevin Phillips (Sunderland) (30)                                                |
| 2000/01   | Manchester United (14) | Arsenal           | Liverpool         | Jimmy Floyd Hasselbaink (Chelsea) (23)                                          |
| 2001/02   | Arsenal (12)           | Liverpool         | Manchester United | Thierry Henry (Arsenal) (24)                                                    |
| 2002/03   | Manchester United (15) | Arsenal           | Newcastle United  | Ruud van Nistelrooy (Manchester Utd.) (25)                                      |
| 2003/04   | Arsenal (13)           | Chelsea           | Manchester United | Thierry Henry (Arsenal) (30)                                                    |
| 2004/05   | Chelsea (2)            | Arsenal           | Manchester United | Thierry Henry (Arsenal) (25)                                                    |
| 2005/06   | Chelsea (3)            | Manchester United | Liverpool         | Thierry Henry (Arsenal) (27)                                                    |
| 2006/07   | Manchester United (16) | Chelsea           | Liverpool         | Didier Drogba (Chelsea) (20)                                                    |
| 2007/08   | Manchester United (17) | Chelsea           | Arsenal           | Cristiano Ronaldo (Manchester United) (31)                                      |
| 2008/09   | Manchester United (18) | Liverpool         | Chelsea           | Nicolas Anelka (Chelsea) (19)                                                   |
| 2009/10   | Chelsea (4)            | Manchester United | Arsenal           | Didier Drogba (Chelsea) (29)                                                    |
| 2010/11   | Manchester United (19) | Chelsea           | Manchester City   | Dimityr Berbatow (Manchester United), Carlos Tévez (Manchester City) (20)       |
| 2011/12   | Manchester City (3)    | Manchester United | Arsenal           | Robin van Persie (Arsenal) (30)                                                 |
| 2012/13   | Manchester United (20) | Manchester City   | Chelsea           | Robin van Persie (Manchester United) (26)                                       |
| 2013/14   | Manchester City (4)    | Liverpool         | Chelsea           | Luis Suarez (Liverpool) (31)                                                    |
| 2014/15   | Chelsea (5)            | Manchester City   | Arsenal           | Sergio Agüero (Manchester City) (26)                                            |
| 2015/16   | Leicester City (1)     | Arsenal           | Tottenham Hotspur | Harry Kane (Tottenham) (25)                                                     |
| 2016/17   | Chelsea (6)            | Tottenham Hotspur | Manchester City   | Harry Kane (Tottenham) (29)                                                     |
| 2017/18   | Manchester City (5)    | Manchester United | Tottenham Hotspur | Mohamed Salah (Liverpool) (32)                                                  |
| 2018/19   | Manchester City (6)    | Liverpool         | Chelsea           | Pierre-Emerick Aubameyang (Arsenal), Sadio Mané, Mohamed Salah (Liverpool) (22) |
| 2019/20   | Liverpool (19)         | Manchester City   | Manchester United | Jamie Vardy (Leicester) (23)                                                    |
| 2020/21   | Manchester City (7)    | Manchester United | Liverpool         | Harry Kane (Tottenham) (23)                                                     |
| 2021/22   | Manchester City (8)    | Liverpool         | Chelsea           | Mohamed Salah (Liverpool), Son Heung-min (Tottenham) (23)                       |
| 2022/23   | Manchester City (9)    | Arsenal           | Manchester United | Erling Haaland (Manchester City) (36)                                           |
| 2023/24   | Manchester City (10)   | Arsenal           | Liverpool         | Erling Haaland (Manchester City) (27)                                           |
| 2024/25   | Liverpool (20)         | Arsenal           | Manchester City   | Mohamed Salah (Liverpool) (29)                                                  |

## Podsumowanie zdobytych tytułów
Od sezonu 1888/89 mistrzostwo Anglii wywalczyły 24 drużyny klubowe. Każda z nich istnieje do dziś i wszystkie biorą udział w rozgrywkach czterech najwyższych szczebli ligowych w Anglii.
| Miejsce | Klub                    |    |    |    | Sezon(y) zdobycia tytułu Mistrza Anglii |
| ------- | ----------------------- | -- | -- | -- | --- |
| 1.      | Manchester United       | 20 | 17 | 6  | 1907/08, 1910/11, 1951/52, 1955/56, 1956/57, 1964/65, 1966/67, 1992/93, 1993/94, 1995/96, 1996/97, 1998/99, 1999/00, 2000/01, 2002/03, 2006/07, 2007/08, 2008/09, 2010/11, 2012/13 |
| 2.      | Liverpool               | 20 | 14 | 7  | 1900/01, 1905/06, 1921/22, 1922/23, 1946/47, 1963/64, 1965/66, 1972/73, 1975/76, 1976/77, 1978/79, 1979/80, 1981/82, 1982/83, 1983/84, 1985/86, 1987/88, 1989/90, 2019/20, 2024/25 |
| 3.      | Arsenal                 | 13 | 9  | 9  | 1930/31, 1932/33, 1933/34, 1934/35, 1937/38, 1947/48, 1952/53, 1970/71, 1988/89, 1990/91, 1997/98, 2001/02, 2003/04                                                                |
| 4.      | Manchester City         | 10 | 6  | 4  | 1936/37, 1967/68, 2011/12, 2013/14, 2017/18, 2018/19, 2020/21, 2021/22, 2022/23, 2023/24                                                                                           |
| 5.      | Everton                 | 9  | 7  | 7  | 1890/91, 1914/15, 1927/28, 1931/32, 1938/39, 1962/63, 1969/70, 1984/85, 1986/87 |
| 6.      | Aston Villa             | 7  | 10 | 2  | 1893/94, 1895/96, 1896/97, 1898/99, 1899/1900, 1909/10,1980/81 |
| 7.      | Sunderland              | 6  | 5  | 8  | 1891/92, 1892/93, 1894/95, 1901/02, 1912/13, 1935/36 |
| 8.      | Chelsea                 | 6  | 4  | 7  | 1954/55, 2004/05, 2005/06, 2009/10, 2014/15, 2016/17 |
| 9.      | Newcastle United        | 4  | 2  | 4  | 1904/05, 1906/07, 1908/09, 1926/27 |
| 10.     | Sheffield Wednesday     | 4  | 1  | 8  | 1902/03, 1903/04, 1928/29, 1929/30 |
| 11.     | Wolverhampton Wanderers | 3  | 5  | 6  | 1953/54, 1957/58, 1958/59 |
| 12.     | Leeds United            | 3  | 5  | 2  | 1968/69,1973/74, 1991/92 |
| 13.     | Huddersfield Town       | 3  | 3  | 3  | 1923/24, 1924/25, 1925/26 |
| 14.     | Blackburn Rovers        | 3  | 1  | 4  | 1911/12, 1913/14, 1994/95 |
| 15.     | Preston North End       | 2  | 6  | 2  | 1888/89, 1889/90 |
| 16.     | Tottenham Hotspur       | 2  | 5  | 11 | 1950/51, 1960/61 |
| 17.     | Derby County            | 2  | 3  | 3  | 1971/72, 1974/75 |
| 18.     | Burnley                 | 2  | 2  | 5  | 1920/21, 1959/60 |
| 19.     | Portsmouth              | 2  | 0  | 1  | 1948/49, 1949/50 |
| 20.     | Nottingham Forest       | 1  | 2  | 4  | 1977/78 |
| 21.     | Ipswich Town            | 1  | 2  | 3  | 1961/62 |
| 22.     | Sheffield United        | 1  | 2  | 0  | 1897/98 |
| 23.     | West Bromwich Albion    | 1  | 2  | 1  | 1919-20 |
| 24.     | Leicester City          | 1  | 1  | 1  | 2015/16 |

## Pozostali medaliści
| Klub                |   |   |
| ------------------- | - | - |
| Blackpool           | 1 | 0 |
| Charlton Athletic   | 1 | 1 |
| Oldham Athletic     | 1 | 0 |
| Southampton         | 1 | 0 |
| Queens Park Rangers | 1 | 0 |
| Cardiff City        | 1 | 0 |
| Bristol City        | 1 | 0 |
| Watford             | 1 | 0 |
| Bolton Wanderers    | 0 | 3 |
| Notts County        | 0 | 2 |
| Middlesbrough       | 0 | 1 |
| West Ham United     | 0 | 1 |
| Norwich City        | 0 | 1 |
| Crystal Palace      | 0 | 1 |

## Podwójne i potrójne korony
| Sezon   | Mistrz            | Inne trofeum                      | Opis                                                                                                  |
| ------- | ----------------- | --------------------------------- | --- |
| 1888/89 | Preston North End | Puchar Anglii                     | Drużyna zakończyła sezon bez żadnej porażki (22 zwycięskie spotkania)                                 |
| 1895/96 | Aston Villa       | Puchar Anglii                     | |
| 1960/61 | Tottenham Hotspur | Puchar Anglii                     | Pierwszy zespół, który skompletował "dublet"                                                          |
| 1970/71 | Arsenal           | Puchar Anglii                     | |
| 1972/73 | Liverpool         | Puchar UEFA                       | Pierwsza angielska drużyna z "europejskim dubletem"                                                   |
| 1975/76 | Liverpool         | Puchar UEFA                       | |
| 1976/77 | Liverpool         | Puchar Europy                     | |
| 1977/78 | Nottingham Forest | Puchar Ligi                       | |
| 1981/82 | Liverpool         | Puchar Ligi                       | |
| 1982/83 | Liverpool         | Puchar Ligi                       | |
| 1983/84 | Liverpool         | Puchar Ligi, Puchar Europy        | Zdobywca pierwszego "trypletu"                                                                        |
| 1984/85 | Everton           | Puchar Zdobywców Pucharów         | |
| 1985/86 | Liverpool         | Puchar Anglii                     | |
| 1993/94 | Manchester United | Puchar Anglii                     | Zespół bliski pierwszego w historii "krajowego trypletu" (przegrał w finale Pucharu Ligi Angielskiej) |
| 1995/96 | Manchester United | Puchar Anglii                     | |
| 1997/98 | Arsenal           | Puchar Anglii                     | |
| 1998/99 | Manchester United | Puchar Anglii, Liga Mistrzów UEFA | Pierwsza "potrójna korona" złożona z mistrzostwa i pucharu kraju oraz pucharu Ligi Mistrzów           |
| 2001/02 | Arsenal           | Puchar Anglii                     | |
| 2004/05 | Chelsea           | Puchar Ligi                       | |
| 2007/08 | Manchester United | Liga Mistrzów UEFA                | |
| 2008/09 | Manchester United | Puchar Ligi                       | |
| 2009/10 | Chelsea           | Puchar Anglii                     | |
| 2013/14 | Manchester City   | Puchar Ligi                       | |
| 2014/15 | Chelsea           | Puchar Ligi                       | |
| 2017/18 | Manchester City   | Puchar Ligi                       | |
| 2018/19 | Manchester City   | Puchar Anglii, Puchar Ligi        | Pierwszy w historii angielskiego futbolu "tryplet" krajowy                                            |
| 2022/23 | Manchester City   | Puchar Anglii, Liga Mistrzów      | |